# Далбошец (комуна)
Далбошец (рум. Dalboșeț) — комуна у повіті Караш-Северін в Румунії. До складу комуни входять такі села (дані про населення за 2002 рік):
- Бирз (74 особи)
- Бойна (29 осіб)
- Бойніца (17 осіб)
- Далбошец (1000 осіб) — адміністративний центр комуни
- Пріслоп (18 осіб)
- Решица-Міке (23 особи)
- Шопоту-Векі (758 осіб)

Комуна розташована на відстані 330 км на захід від Бухареста, 48 км на південь від Решиці, 114 км на південний схід від Тімішоари.

## Населення
За даними перепису населення 2002 року у комуні проживали 1919 осіб.
Національний склад населення комуни:
| Національність | Кількість осіб | Відсоток |
| -------------- | -------------- | -------- |
| румуни         | 1899           | 99,0%    |
| цигани         | 10             | 0,5%     |
| серби          | 5              | 0,3%     |
| німці          | 3              | 0,2%     |
| угорці         | 2              | 0,1%     |

Рідною мовою назвали:
| Мова      | Кількість осіб | Відсоток |
| --------- | -------------- | -------- |
| румунська | 1905           | 99,3%    |
| циганська | 10             | 0,5%     |
| німецька  | 2              | 0,1%     |
| угорська  | 1              | 0,1%     |
| сербська  | 1              | 0,1%     |

Склад населення комуни за віросповіданням:
| Релігія        | Кількість осіб | Відсоток |
| -------------- | -------------- | -------- |
| православні    | 1819           | 94,8%    |
| баптисти       | 94             | 4,9%     |
| греко-католики | 4              | 0,2%     |
| реформати      | 2              | 0,1%     |